# Combat de pénis

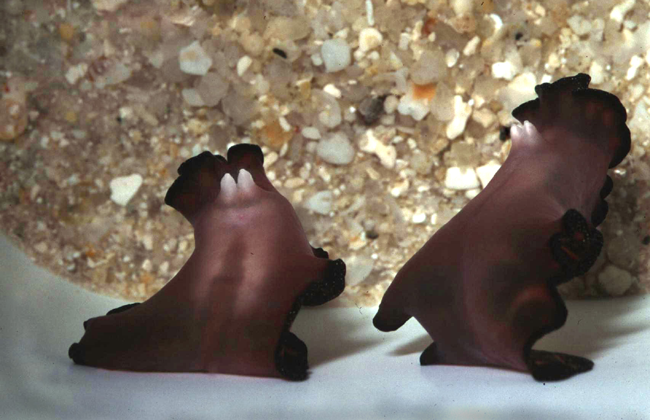
Deux individus de l’espèce Pseudobiceros bedfordi se préparant pour un combat de pénis. P. bedfordi est un cas particulier car il applique son sperme sur la peau de son partenaire plutôt que de l'injecter.

Le  combat de pénis (en anglais penis fencing, « escrime de pénis ») est un comportement de reproduction utilisé par certaines espèces de vers plats, comme Pseudobiceros hancockanus. Les espèces ayant ce comportement sont hermaphrodites.

## Description
Les individus se battent en utilisant chacun leurs deux pénis blancs et pointus similaires à des dagues. La reproduction implique une bataille durant laquelle chacun des deux partenaires essaye de percer la peau de l'autre avec son pénis, dans le but de l'inséminer. Le sperme est absorbé par les tissus du vaincu, fertilisant ses ovules,,. La bataille peut durer une heure.
La gravidité demande un grand investissement parental en temps et en énergie et, selon le principe de Bateman, la femelle porte presque toujours ce fardeau. De fait, d'un point de vue biologique, dans le cadre d'une reproduction à investissement parental inégal, il est donc préférable d'être le père plutôt que la mère, d'où ces combats où chaque individu hermaphrodite tente d'agir en mâle plutôt qu'en femelle.
Cependant, chez d'autres espèces hermaphrodites, les deux partenaires essayent d'être inséminés plutôt que d'inséminer.

## Autres utilisations
Le terme anglais « penis fencing » est également utilisé  pour désigner certains rapports sexuels entre deux mâles chez les bonobos et chez certaines espèces de cétacés,.